# سیارک ۷۸۶۶۱
سیارک ۷۸۶۶۱ (به انگلیسی: 78661 Castelfranco، نامگذاری:2002TW85) هفتاد و هشت هزار و ششصد و شصت و یکمین سیارک کشف شده‌است که در ۲ اکتبر ۲۰۰۲ کشف شد.